# Otto Schulhof
Otto Schulhof   (Viena, 9 de març de 1889 - Viena, 16 d'abril de 1958) va ser pianista de concert austríac, acompanyant de piano, compositor i professor a l'Acadèmia de Música de Viena.
Otto Schulhof va assistir a la "Realschule Radetzkystraße" al 3r districte. El 1907 va realitzar un aprenentatge com a pianista de concert amb Hugo Reinhold al "Conservatori del Gesellschaft der Musikfreunde" de Viena i el 1911 va estudiar composició amb Robert Fuchs al K.K. Acadèmia de Música i Arts Escèniques. Va aparèixer com a solista com a pianista. Schulhof va compondre peces per a piano, música de cambra, ballets i cançons. Va transcriure temes de Johann Strauss II i els va interpretar repetidament ell mateix.
El febrer de 1914 va acompanyar el nen prodigi Jascha Heifetz en un concert amb el "Wiener Tonkünstler". Schulhof va ser l'acompanyant de piano de molts grans solistes, com el violoncel·lista Senta Benesch i els violinistes Fritz Kreisler, Eugène Ysaÿe, Bronisław Huberman i Jan Kubelík. Va ser l'acompanyant dels cantants Lotte Lehmann, Leo Slezak i Alfred Piccaver. Schulhof també va acompanyar nombroses vetllades de ball modern a la Konzerthaus de Viena, incloses les de Grete Wiesenthal, Tilly Losch i Toni Birkmeyer, Ellen Tels i les "Danses de vici, terror i èxtasi" d'Anita Berber i Sebastian Droste.
Pau Casals, el soci amb el qual feia gires de concerts, i va enregistrar el 1930 la sonata per a violoncel op. 69 i la sonata per a violoncel op. 102.1 de Ludwig van Beethoven.
Schulhof va ser professor de música de cambra i acompanyament instrumental a l'Acadèmia de Música de Viena. Hans Kann i Paul Badura-Skoda es trobaven entre els seus estudiants. Després de l'annexió d'Àustria el 1938, va ser retirat de la càtedra pels nacionalsocialistes i se li va prohibir l'exercici. Des del 1945 va estar de nou en el càrrec fins al 1954. El 1949 va acompanyar la violinista Erika Morini en el seu primer concert a Viena després de l'era nazi.
Schulhof va rebre la Medalla de la Societat de Plata de GdM el 1907, el Premi Estatal de Composició el 1910 i la Medalla d'Honor de la capital federal de Viena el 1949. Va ser enterrat al cementiri central de Viena.

## Composicions (selecció)
- 1910 Quintet de piano op.4,
- 1912 Ballet Suite op.19,
- 1932 Parafrasi per a piano i orquestra basada en motius de J. Strauss,
- 1991 Tres arranjaments basats en motius de Johann Strauss. Ludwig Doblinger, Viena 1991 [nova edició]
- La Moldava: simfonia. Segellat; Núm. 2, Sra. Smetana. Disposició: O. Pati de l'escola